# Голикова, Нина Борисовна
Ни́на Бори́совна Го́ликова (13 [26] июля 1914, Рязань — 2008, Москва) — советский и российский историк, доктор исторических наук (1970), профессор МГУ.

## Биография
Родилась в Рязани в интеллигентной дворянской семье. Училась в Москве, в знаменитой школе в Кривоарбатском переулке, ставшей широко известной благодаря трудам Ю. Трифонова и А. Рыбакова.
После переезда в Ленинград училась на заочном отделении исторического факультета Ленинградского государственного университета. Учёба была прервана начавшейся Великой Отечественной войной 1941—1945.
Была эвакуирована из Ленинграда в Среднюю Азию, где преподавала историю в школе и работала воспитателем в школе ФЗО (фабрично-заводского обучения) для детей, потерявших родителей. В августе 1944 вернулась в Москву к родным, и, как прослушавшая три курса истфака ЛГУ, была принята в качестве научного сотрудника в Центральный государственный архив древних актов (ЦГАДА, ныне — РГАДА). Одновременно продолжала учёбу на заочном отделении исторического факультета Московского государственного университета, куда перевелась из ЛГУ.
После окончания аспирантуры и защиты кандидатской диссертации в 1953 на тему «Политические процессы в царствование Петра I: По материалам Преображенского приказа» (опубликована в 1957) работала в Научной библиотеке МГУ.
В 1954 году была приглашена на кафедру истории СССР периода феодализма истфака МГУ (современное название — истории России до начала XIX в.), с которой в дальнейшем была связана вся её научная и педагогическая деятельность до самого ухода на пенсию в декабре 1985 года.
Многие годы Н. Б. Голикова преподавала на кафедре, где читала общий лекционный курс по отечественной истории, спецкурсы, вела просеминарские занятия, руководила работой дипломников, аспирантов и стажеров. Опубликовала серию учебных пособий и методических статей по разным вопросам преподавательского мастерства. Она также стояла у истоков становления и организации на кафедре архивной практики.
В 1970 защитила в МГУ докторскую диссертацию на тему «Очерки по истории населения городов Нижнего Поволжья в конце XVII — первой четверти XVIII вв.». С 1973 — профессор.
Тематика работ охватывала историю государственных учреждений и политического сыска, сословий и народных движений, присоединения и освоения Сибири, среднеазиатских территорий и Приаралья. Главным направлением исследований оставалась история русского города и купечества. Этим проблемам посвящены пять монографий, объемная научная публикация документов и ряд статей.
Важнейшим итогом последних многолетних архивных разысканий и исследований стала монография Н. Б. Голиковой о привилегированных купеческих корпорациях России XVI — первой четверти XVIII в. В 2001 году эта книга была удостоена благодарности и медали фонда по присуждению премий памяти Московского митрополита Макария. Монография являлась лишь первой частью широко задуманного комплексного исследования, однако завершить его Н. Б. Голикова не успела. Написанный ею текст для второго тома монографии о гостях и гостиной сотне всё же увидел свет — его подготовили к изданию и опубликовали ученики Н. Б. Голиковой. В соответствии с замыслом автора том посвящён вопросам правового положения привилегированного купечества и его служебным обязанностям.
Похоронена в Москве на Ваганьковском кладбище.

### Судьба семейного архива
До конца своей жизни Н. Б. Голикова занималась обработкой богатейшего семейного архива и написанием истории родословной своих предков, восходящей к глубокой древности. Часть фотографий из этого архива, имеющих историческую, научную и художественную ценность, она подарила Политехническому музею в Москве. Архив, относящийся к ветви дворян Езучевских, передала в дар Дарвиновскому музею, в котором в 1920-е годы работал художником М. Д. Езучевский (1879—1928). При этом Н. Б. Голикова проделала скрупулезную работу по разборке и систематизации более 500 документов и фотографий середины XIX—начала XX в., составила подробную их опись, а обзор материалов фонда Езучевских опубликовала в журнале «Вестник архивиста» (2002, № 2).

## Основные работы
- Политические процессы при Петре І: По материалам Преображенского приказа. М.: Изд-во МГУ, 1957. 337 с.
- Наемный труд в городах Поволжья в первой четверти XVIII в. М.: Изд-во МГУ, 1965. 176 с.
- Астраханское восстание 1705—1706 гг. М.: Изд-во МГУ, 1975. 327 с.
- Очерки по истории городов России конца XVII — начала XVIII в. : моногр. / рецензенты: И. Д. Ковальченко, Е. Н. Кушева. — М. : Изд-во Московского университета, 1982. — 216 с. — Печатается по постановлению ред.-изд. совета МГУ. — 3580 экз.
- Привилегированные купеческие корпорации России XVI — первой четверти XVIII в. Т. 1. М.: Памятники исторической мысли, 1998. 524 с. ISBN 5-88451-057-8.
- Социальные движения в городах Нижнего Поволжья в начале XVIII века: Сб. документов. М.: Древлехранилище, 2004. XXVI + 418 с.
- Привилегированное купечество в структуре русского общества в XVI — первой четверти XVIII в.: Из научного наследия / Н. Б. Голикова; Сост. Н. В. Козлова, В. Н. Захаров, И. Е. Тришкан. М.; СПб.: Альянс-Архео, 2012. 332 с.